# Bromocyjanek benzalu
Bromocyjanek benzalu (C6H5CHBrCN, kamit) – drażniący bojowy środek trujący z podgrupy lakrymatorów, stosowany przez wojska USA i Francji podczas I wojny światowej.

## Właściwości fizyczne
W stanie czystym w postaci żółtawych kryształów. Temperatura topnienia – 298,4 K (23,25 °C), wrzenia (z rozkładem) – 515 K (242 °C). Produkt techniczny jest oleistą cieczą koloru białego. Maksymalne stężenie par – 0,13 mg/dm³.

## Właściwości chemiczne
Bromocyjanek benzalu jest rozpuszczalny w rozpuszczalnikach organicznych oraz innych bojowych środkach trujących (fosgen, iperyt siarkowy). W wodzie praktycznie nie hydrolizuje (nawet w podwyższonych temperaturach). Hydrolizuje na zimno w wodnoalkoholowych roztworach wodorotlenków. Daje się łatwo odkażać roztworami siarczków metali alkalicznych. Wykazuje niską odporność termiczną.

## Zastosowanie i działanie toksyczne
Niska odporność termiczna wyklucza użycie go w mieszankach termosublimacyjnych, a nawet pociskach artyleryjskich. Może być stosowany w postaci roztworów.
Wykazuje silne działanie łzawiące przy stężeniach rzędu 0,1 μg/dm³.